# Иван Икић
Иван Икић (Београд, 1982) српски је редитељ и сценариста.

## Биографија
Завршио је Факултет драмских уметности Универзитета уметности у Београду на катедри за филмску и ТВ режију као студент генерације.
Он је био полазник кампуса Берлинале Талент и Берлинале Докс Цлиниц. Пре режирања дугометражних, снимио је неколико кратких филмова и документарних филмова.

## Награде
Варвари
- ФФ у Карловим Варима - специјална награда жирија[1]
- Палићки филмски фестивал - признање „Сејфи Теоман” за најпровокативнији и најхрабрији први или други филм[1]
- Фестивал филмског сценарија у Врњачкој Бањи - трећа награда за сценарио[1]
- Фестивал филмске режије LIFFE Лесковац - Главна награда Гран-при „Живојин Жика Павловић“[3]

Оаза
- Прва награда АФИФС[4]
- ФФ Херцег Нови - Гранд при „Златна мимоза”[5][6]
- ФЕСТ - Награда за најбољи филм из главног такмичарског програма[7]
- Палићки филмски фестивал - најбољи српски филм по избору Српске секције Међународне Федерације критичара (ФИПРЕСЦИ)[8]
- Међународни ФФ у Софији - „Специјалним признањем жирија“
- Међународни ФФ Притајени тигар, скривени змај - Награда „Роберто Роселини” за најбољу режију[9]

## Филмографија
| Year | Филм         | Редитељ | Сценариста | Награде / Белешке                               |
| ---- | ------------ | ------- | ---------- | ----------------------------------------------- |
| 2010 | Тарот Србија | Да      | Не         | Документарни филм                               |
| 2014 | Варвари      | Да      | Да         | Главна награда Гран-при „Живојин Жика Павловић“ |
| 2020 | Оаза         | Да      | Да         | Велика „Златна мимоза”                          |